# Vantanea ovicarpa
Vantanea ovicarpa är en tvåhjärtbladig växtart som beskrevs av Sabatier. Vantanea ovicarpa ingår i släktet Vantanea och familjen Humiriaceae. Inga underarter finns listade i Catalogue of Life.